# Turovi
Turovi är en ort i Bosnien och Hercegovina.   Den ligger i entiteten Republika Srpska, i den sydöstra delen av landet, 23 km söder om huvudstaden Sarajevo. Turovi ligger 908 meter över havet och antalet invånare är 155.
Terrängen runt Turovi är huvudsakligen kuperad, men västerut är den bergig. Turovi ligger nere i en dal. Runt Turovi är det ganska tätbefolkat, med 67 invånare per kvadratkilometer.. Närmaste större samhälle är Trnovo, 3,1 km nordost om Turovi.
Omgivningarna runt Turovi är en mosaik av jordbruksmark och naturlig växtlighet.